# Gutshaus Dahlewitz

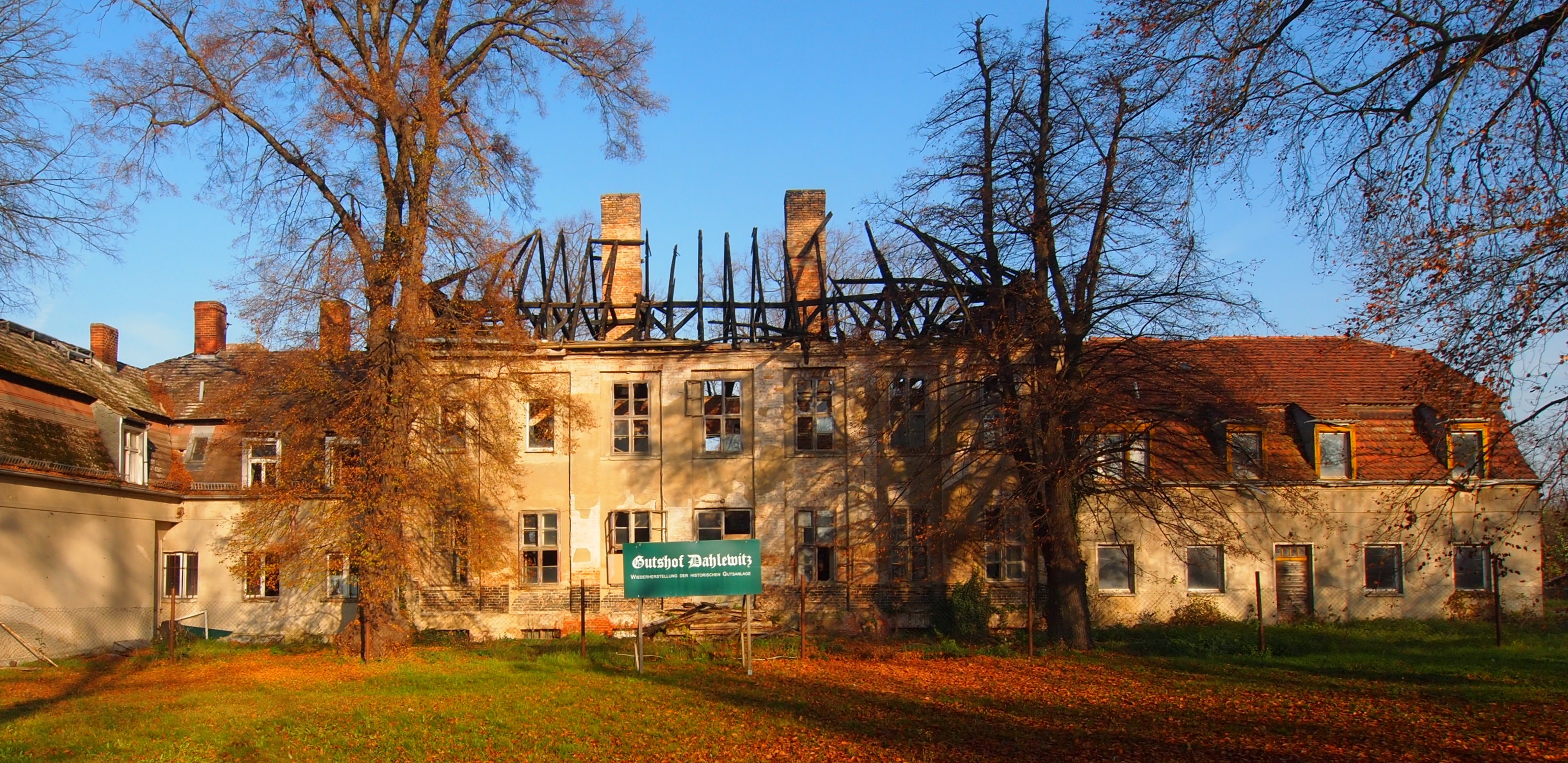
Gutshaus Dahlewitz

Das Gutshaus Dahlewitz (offizielle Bezeichnung in der Landesdenkmalliste Gutsanlage, mit Gutshaus, Brennerei, Wasserturm und Gutspark) ist ein denkmalgeschütztes Herrenhaus in Dahlewitz, einem Ortsteil der Gemeinde Blankenfelde-Mahlow im Landkreis Teltow-Fläming im Land Brandenburg.

## Lage
Von Nordwesten führt die Dahlewitzer Dorfstraße in südöstlicher Richtung durch den Ort. Der Gutshof liegt im historischen Zentrum des Dorfes und dort östlich dieser Straßenverbindung.

## Geschichte

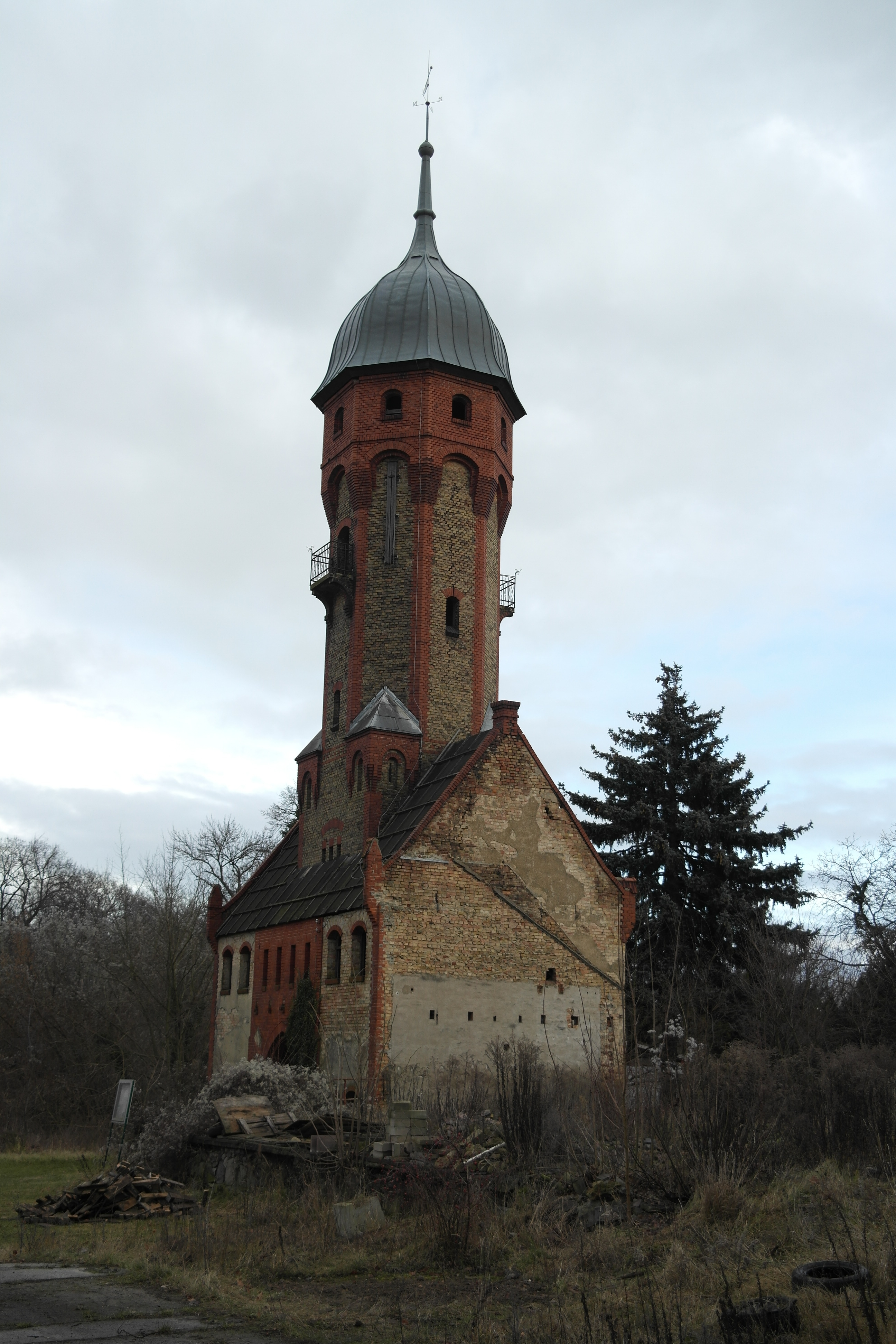
Wasserturm

Das Gutshaus entstand vermutlich aus der Zeit um 1800. Es ist allerdings denkbar, dass das Bauwerk auf einem Vorgängerbau errichtet wurde: In der Dorfkirche Dahlewitz ist ein Stein mit einer Inschrift zu einem Gutshaus verbaut, der auf das Jahr 1689 hinweist. Damit könnte der Baubeginn, die Fertigstellung oder ein anderer wichtiger Bauabschnitt gemeint sein. Der Stein zeigt weiterhin das Wappen derer von Otterstedt, denen das Gut von 1522 bis 1785 gehörte. Die Bauausführung zeigt allerdings, dass das Gebäude nicht aus dem 17. Jahrhundert stammt. Allerdings steht das Gutshaus auf einem historisch älteren Kellergewölbe, das im 21. Jahrhundert noch vorhanden ist. Um 1724 gehörte es dem Landrat des Kreises Teltow Hans Jürgen von Otterstedt, verheiratet mit Maria Rosina von Hacke. Das Gut ging im Jahr 1785 an Carl Magnus von Zülow auf Clemzig. Auf sein Geheiß hin entstanden eine Brauerei, eine Stärkefabrik sowie eine Ziegelei. Seiner geschickten Leitung war es zu verdanken, dass das Gut erheblich an Wert gewann. Seine Erben hingegen konnten einen Konkurs nicht verhindern. 1810 wurde das Gut sogar als Hauptgewinn in einer Güterlotterie angeboten und kam in bürgerlichen Besitz. Nach einigen Wechseln ist aus dem Jahr 1830 ein Jurist Samson und aus dem Jahr 1850 der Berliner Großkaufmann Alois Gilka als Eigentümer bekannt. Er verkaufte es 1856 an den Amtmann Engelhart, über den es in den Jahren 1865 bis 1870 an einen Herrn von Unruh gelangte. Für 1879 weist das erstmals amtlich publizierte General-Adressbuch der Rittergutsbesitzer der Provinz Brandenburg Familie Friedländer als Besitzer der 736 ha aus, zum Betrieb gehörte eine Brennerei.
1896 erwarb schließlich der Architekt Wilhelm Böckmann das Gut. Er ließ die Innenräume noch im selben Jahr umbauen und im Außenbereich durch einen oktogonalen, turmartigen Pavillon erweitern. An die beiden Seiten des ursprünglichen Gebäudes kam je ein niedriger ausgeführter Wohnflügel. Die einfachen Putzfassaden wurden zu Gunsten einer aufwendigeren Fassadengliederung mit Lisenen ersetzt. 1897 kam ein Wasserturm mit einem Fassungsvermögen von rund 20.000 Litern hinzu. Damit konnte Böckmann den Park sowie die landwirtschaftlichen Nutzflächen bewässern. Der weithin sichtbare Turm wurde zu einem späteren Zeitpunkt in das Wappen der Gemeinde aufgenommen. Im gleichen Jahr entstand auch eine elektrisch betriebene Gutsbahn, die einen Anschluss an die Bahnstrecke Berlin–Dresden hatte. In der Zeit zwischen 1886 und 1900 entstand eine Brennerei, daneben ein Speicher, eine Stellmacherei sowie ein Schweizerhaus. Böckmann ließ die Gebäude so anordnen, dass sie einen Vierseithof bildeten.
Im Zweiten Weltkrieg wurden die parallel zum Gutshaus liegenden Querbauten im Jahr 1943 durch Bomben zerstört. Ebenso traf es das Schweizerhaus und das Wohnhaus des Gärtners. Die Ruinen wurden später abgerissen. In der Zeit der SMAD diente das Gebäude dem sowjetischen Verwalter, später als Maschinen-Ausleihstaton, die zu einer Maschinen-Traktoren-Station umgewandelt wurde. In den Stallungen entstanden Werkstätten und Garagen, während im Gutshaus die Traktoristen untergebracht wurden. Die 634 Hektar landwirtschaftlichen Nutzflächen wurden enteignet und 518 Hektar neu verteilt.
Nach der Wende kam das Gebäude in Privatbesitz. Der neue Eigentümer rekonstruierte 1994 die Turmhaube des Wasserturms; weitere Arbeiten konnten mangels finanzieller Mittel nicht ausgeführt werden. 2001 kam es zu einem Brand im Gutshaus, bei dem das Gebäude stark beschädigt wurde. Es steht seit dieser Zeit als Ruine im Dorf und verfällt. 2019 wurden Pläne eines Investors bekannt, der das Gutshaus sowie die Nebengebäude restaurieren will, um darin Wohnraum zu schaffen.

## Baubeschreibung
Das Haupthaus besteht aus einem siebenachsigen, zweigeschossigen Gebäude, dessen Fassade mit Lisenen gegliedert ist. Es trägt ein Walmdach. Daran schließen sich nach Norden und Süden zwei niedrigere, eingeschossige Anbauten an. Der Wasserturm ragt aus einem eingeschossigen Gebäude mit einem Satteldach hervor. Er ist achteckig; seine Ecken aus rötlichen Mauersteinen errichtet. Darüber erhebt sich eine Haube, die mit einer Turmkugel abschließt. Die Funktionsgebäude wie die Brennerei sind in schlichter Architektur.

## Gutspark

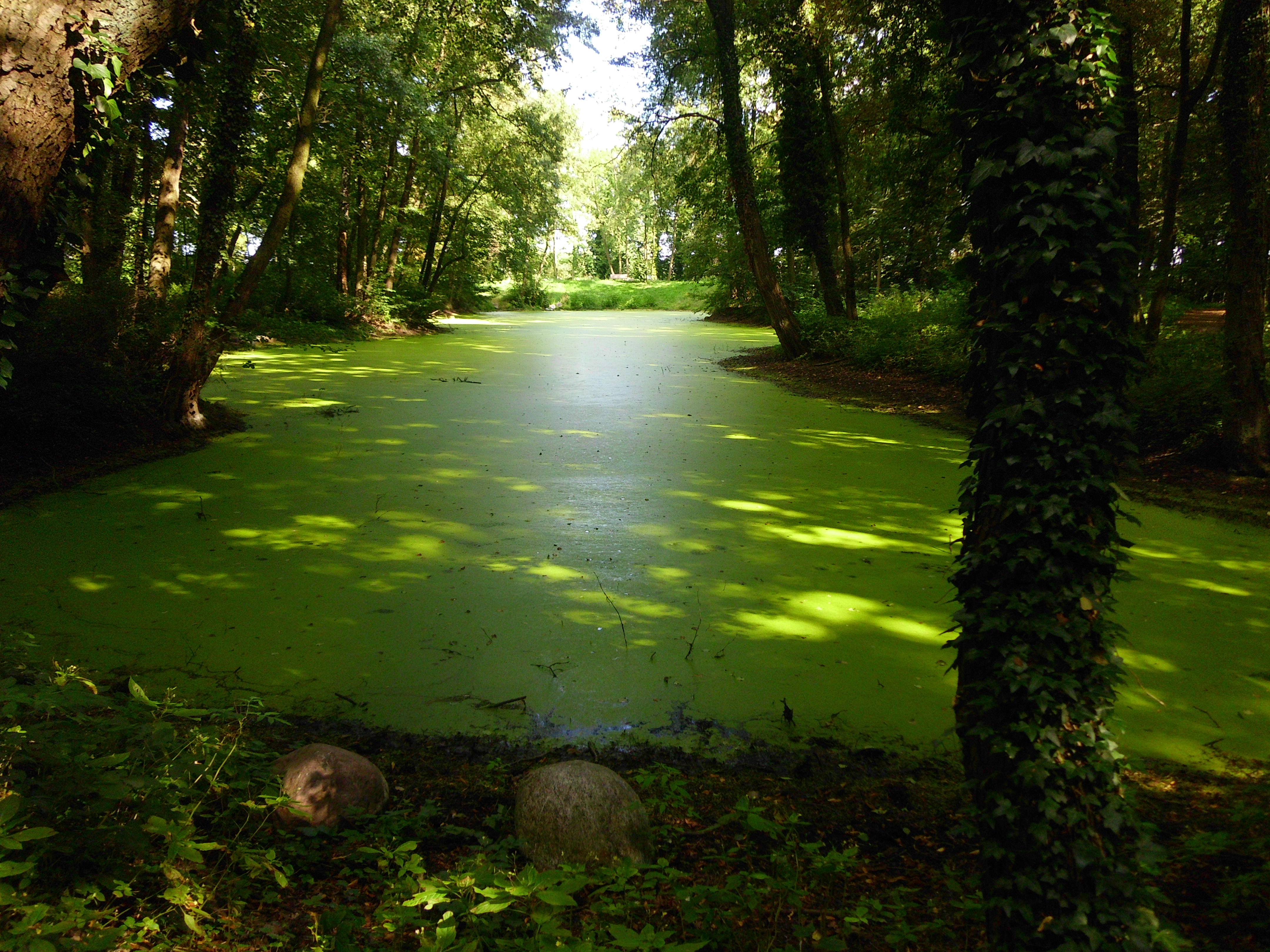
Teich im Gutspark

Vermutlich um 1869 entstand um das Gut ein Park, dessen Bewässerung nach 1897 durch den Wasserturm erfolgte. Ursprünglich war geplant, im östlichen Bereich ein neues Gutshaus zu errichten. Dadurch wäre die Zufahrt in Richtung Groß Kienitz erfolgt; die Pläne wurden jedoch nicht realisiert. Nach der Bodenreform entstanden im westlichen Bereich Gehöfte für Neubauern sowie zwei kleinere Gärtnereien. Der Park wurde 1949 an die Öffentlichkeit übergeben. Allerdings wurde er wohl nicht hinreichend gepflegt und kam bereits 1956 in die Zuständigkeit der Forstverwaltung. 1988 gründete sich ein Verein, der sich für die Instandsetzung des Parks einsetzte. Mit Mitteln aus Ausgleichsmaßnahmen für den Bau des Flughafens Berlin Brandenburg konnte eine 2009/2010 eine Sanierung erfolgen. Im 21. Jahrhundert sind im nördlichen Bereich noch die Überreste einer Allee bestehend aus Linden erhalten. Hinzu kommen einige Eichen und eine Rotbuche. Der Park wurde am 29. Juli 2011 wieder der Öffentlichkeit übergeben.